# Ramón de Campoamor

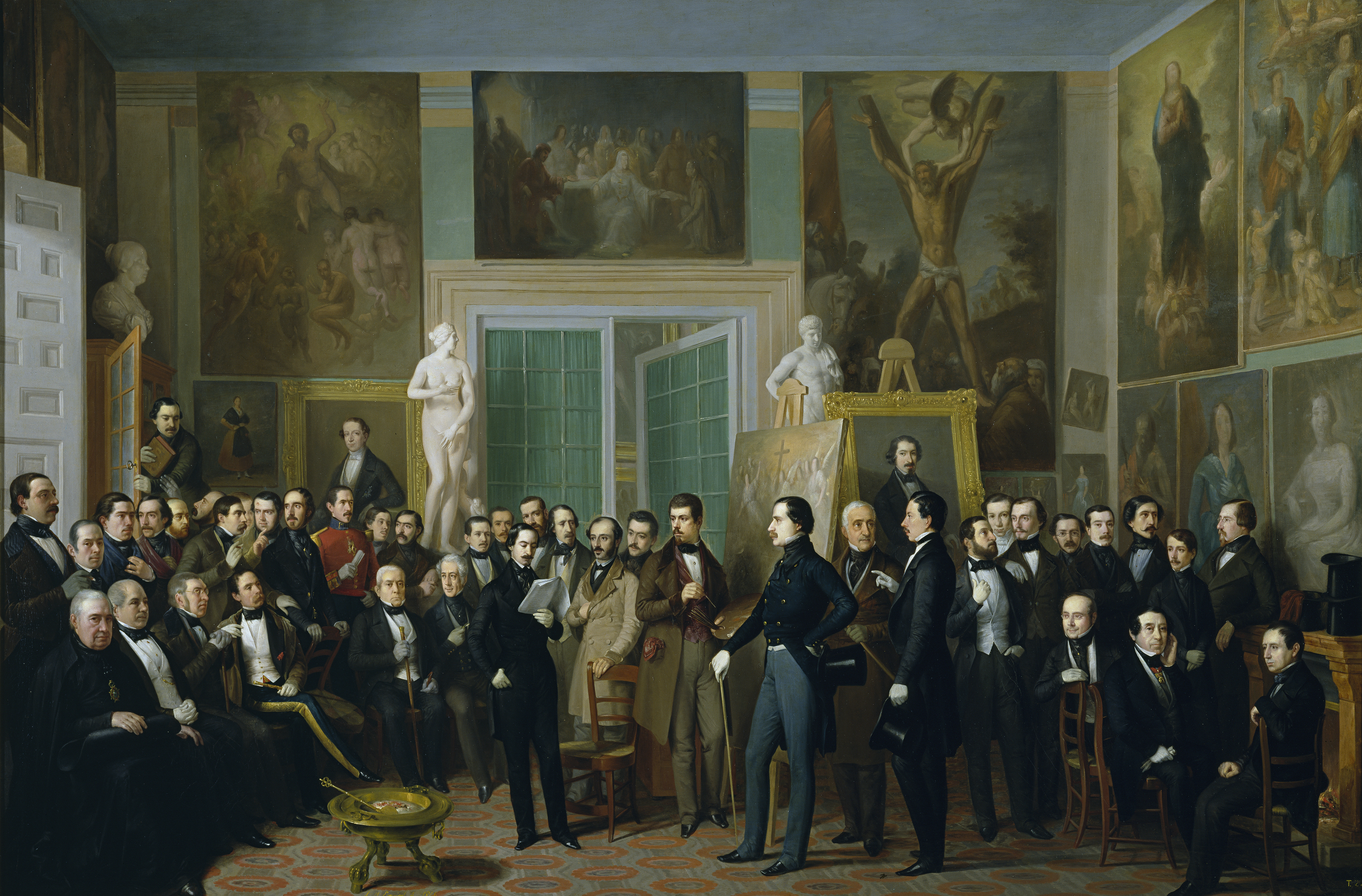
Ramón de Campoamor retratado en Los Poetas contemporáneos (1846) por Antonio María Esquivel (Museo del Prado, Madrid).

Ramón María de las Mercedes (Pérez) de Campoamor y Campoosorio (Piñera, Navia, 24 de septiembre de 1817-Madrid, 11 de febrero de 1901) fue un poeta español del realismo literario.  
Durante el periodo de la Restauración salió elegido diputado diez veces, por distritos de siete provincias diferentes, gracias a la «protección» del conservador Francisco Romero Robledo. De hecho, según contó Valle Inclán, cuando se le preguntaba por qué distrito era diputado contestaba: «¿Yo?, por Romero Robledo».

## Biografía
Nació en la aldea de Piñera, en Navia, Asturias, el 24 de septiembre de 1817 (el mismo año que José Zorrilla, con quien con frecuencia fue comparado). Su padre, Miguel Pérez Campoamor, era un rico labrador nacido en el concejo de Coaña y su madre era de la familia noble de los Campo Osorio de Navia. En 1821, cuando Ramón aún no había cumplido cuatro años, muere su padre. A los diez años comienza a estudiar Latín y Humanidades en Puerto de Vega, donde obtuvo el certificado de estudios primarios. 

El Infierno del Dante era un mal aprendiz en comparación con los retorcidos inventos de castigos infernales que me metían los clérigos enseñantes en mi tierna y sensible cabecita infantil. Todo el curso de mis primeros años ha sido un sueño tenebroso, del cual creo que todavía no he acabado de despertar.
Ramón de Campoamor

En 1832, con quince años, se marcha, para estudiar filosofía, lógica y matemáticas, al convento de Santo Tomás de Madrid. Poco tiempo después se matricula en la universidad madrileña en medicina, pero tampoco le duró este empeño. Un catedrático le aconsejó con vehemencia dedicarse a la literatura, ya que creyó descubrir en él la natural inclinación a las letras más que a las ciencias (vomitaba en las disecciones). Solamente no le disgustaba la lectura y la escritura (pasaba largas horas leyendo clásicos en la Biblioteca Nacional), por lo que se consagró al fin al periodismo y a la literatura. Espronceda le tomó bajo su patronazgo y su primera poesía data de 1837: colabora en publicaciones románticas como El Alba y No Me Olvides y fue redactor de Las Musas (1837), El Correo Nacional (1838) y El Español (1845); dirigió El Estado en 1856.
Frecuenta el Liceo y, a la edad de veinte años, en 1837, publicaba en la revista No me olvides un artículo titulado “Acerca del estado actual de nuestra poesía” donde arremetía contra “el romanticismo degradado” formado por “sangrientas escenas, sueños horrorosos, crímenes atroces, execraciones, delirios y cuanto el hombre puede imaginar de más bárbaro y antisocial”, y proponía otro romanticismo más preocupado por lo moral que hiciera mejor, no peor, al hombre. En 1838, publica la primera obra impresa: Una mujer generosa, una comedia en dos actos que no llegó a ser estrenada en teatro. Otra obra dramática suya fue El castillo de Santa Marina (1838), en la que concreta muchos de los tópicos románticos con algunas concreciones paisajísticas e histórico-legendarias de Asturias; por esos años escribió también comedias como La fineza del querer (1840) y El hijo de todos (1841) y se hizo amigo del dramaturgo Tomás Rodríguez Rubí; y tras un intervalo más o menos largo, en 1870 escribió la que es tal vez su obra más conocida, Guerra a la guerra (1870), a la que siguieron el drama sacro El hombre Dios (1871), y Cuerdos y locos (1873), el drama Dies irae (1873), Los salvajes (1875),y el juguete cómico Después de la boda (1876). Ya en la década de los ochenta termina su carrera dramática dedicándose a los monólogos Cómo rezan las solteras (1884), El amor o la muerte (1884), El confesor confesado, El anillo de boda, siendo preparadas, a título póstumo, sus Obras completas, donde se recogen la comedia El honor (1874), la más conforme con los procedimientos de la nueva escuela simbolista, la dolora dramática El palacio de las verdades (1871), que es la que mejor se atiene a ser clasificada como alegórica, las comedias Química conyugal (1877) y Glorias humanas (1885), y el drama Así se escribe la historia, que renunció a publicar al no haber sido del agrado del público.
En 1838 había empezado su carrera como poeta; publica sus primeros versos románticos en el libro Ternezas y flores. Sin embargo, es en Ayes del alma (1842), su segundo libro lírico, cuando empieza a alejarse del Romanticismo, aunque todavía continúan en él los resabios de Espronceda; en otro libro, Fábulas, también de 1842, se hallan ya prefigurados y con sus caracteres esenciales los tres géneros que han de ser creados y cultivados por el poeta, sus personalísimas doloras, pequeños poemas y humoradas, que le adscriben a la estética del realismo. El propio autor define así estos géneros:

¿Qué es una humorada? Un rasgo intencionado ¿Y dolora? Una humorada convertida en drama ¿Y pequeño poema? Una dolora amplificada.

En 1846 publica ya su primera colección de Doloras (más de treinta ediciones en España en vida del autor), así como su estudio Filosofía de las leyes, de carácter reaccionario.
Campoamor opone la filosofía del personalismo, que expuso en un largo ensayo de 1855. En 1886 publicó las Humoradas (2.ª ed.  1888); las siguió escribiendo hasta su muerte, y fueron definidas por Leopoldo Alas "Clarín" como “detritus de una ilusión” y “lecciones bruscas de experiencia”; en ocasiones “anticipo de greguerías” para Luis Cernuda».
Como filósofo, Ramón de Campoamor fue un hombre monárquico, tradicionalista y moderado en política, le atraía especialmente el positivismo. Sus amigos, quienes luego fueron editores de sus Obras completas, ya notaban la vinculación de su filosofía con la de Schelling.
Fue polémico desde su primer libro de filosofía en 1846, Filosofía de las leyes, que según La Censura, contenía «proposiciones contrarias a la doctrina católica, erróneas o inductivas a error, falsas, inmorales y ofensivas e injuriosas a nuestra religión y a sus santas instituciones». En 1855 publicó El personalismo. Apuntes para una filosofía. En 1862, Polémicas con la democracia, que tuvo una segunda edición ampliada en 1873. Más éxito tuvo Lo absoluto (1865), obra que alcanzó repercusión en los medios académicos y se usó como manual en las universidades. Sostuvo polémicas con Emilio Castelar por su folleto La fórmula del progreso, y con los krausistas en 1875 y, por cuestiones sobre estética y poética con Juan Valera, textos estos últimos que recogerá en La metafísica y la poesía (1891). Monárquico estricto, acompañó a la reina a Francia tras la revolución de 1868; volverá a Francia en 1882, cuando marchó a París para entrevistarse con los editores de su obra en Francia y Alemania. En 1883 publicó su Poética (2.ª ed. ampliada en 1890), escrita deliberadamente contra la obra homónima de Francisco Martínez de la Rosa, uno de sus enemigos (se opuso a su entrada en la Real Academia, junto a Alejandro Pidal y Mon), y El ideísmo, un libro de metafísica.
En 1842 comienza su carrera política y publica Ayes del alma con poemas dedicados a la reina ex regente M.ª Cristina. Preparando su futuro, publicó elogiosas semblanzas de figuras públicas en su Historia crítica de las Cortes reformadoras (1845); esto le granjeó tantos amigos que su carrera política arrancó con fuerza. A fines de la década de 1840 se afilia al Partido Moderado siguiendo sus ideas políticas que consistían en un gran fervor por la reina Isabel II y, en general, hacia la monarquía como forma de organización del Estado. Es nombrado consejero real en 1846, en 1847 es nombrado gobernador civil de la provincia de Castellón y poco más tarde de Alicante, de donde fue nombrado hijo adoptivo. Por esa época se casa con Guillermina O'Gorman, una joven dama de acomodada familia irlandesa, cuya cuantiosa dote le convirtió, si no lo era ya, en un acaudalado burgués afligido por la gota. La boda se realizó en la antigua ermita del Fabraquer, situada en San Juan de Alicante, y no tuvieron hijos. En 1850 es elegido para ocupar un escaño en el Congreso de los Diputados y se le da el cargo de gobernador civil de Valencia en 1851, en el que está hasta 1854. Fue elegido de nuevo diputado a Cortes por el partido conservador en 1857 y luego nombrado director general de Beneficencia y Sanidad, consejero de Estado, académico de la Lengua «E mayúscula» desde 1861. Fue senador del reino por las provincias de Murcia, León y Orense. En resumen puede decirse que fue un político y administrador público honesto, trabajador e incluso abnegado.

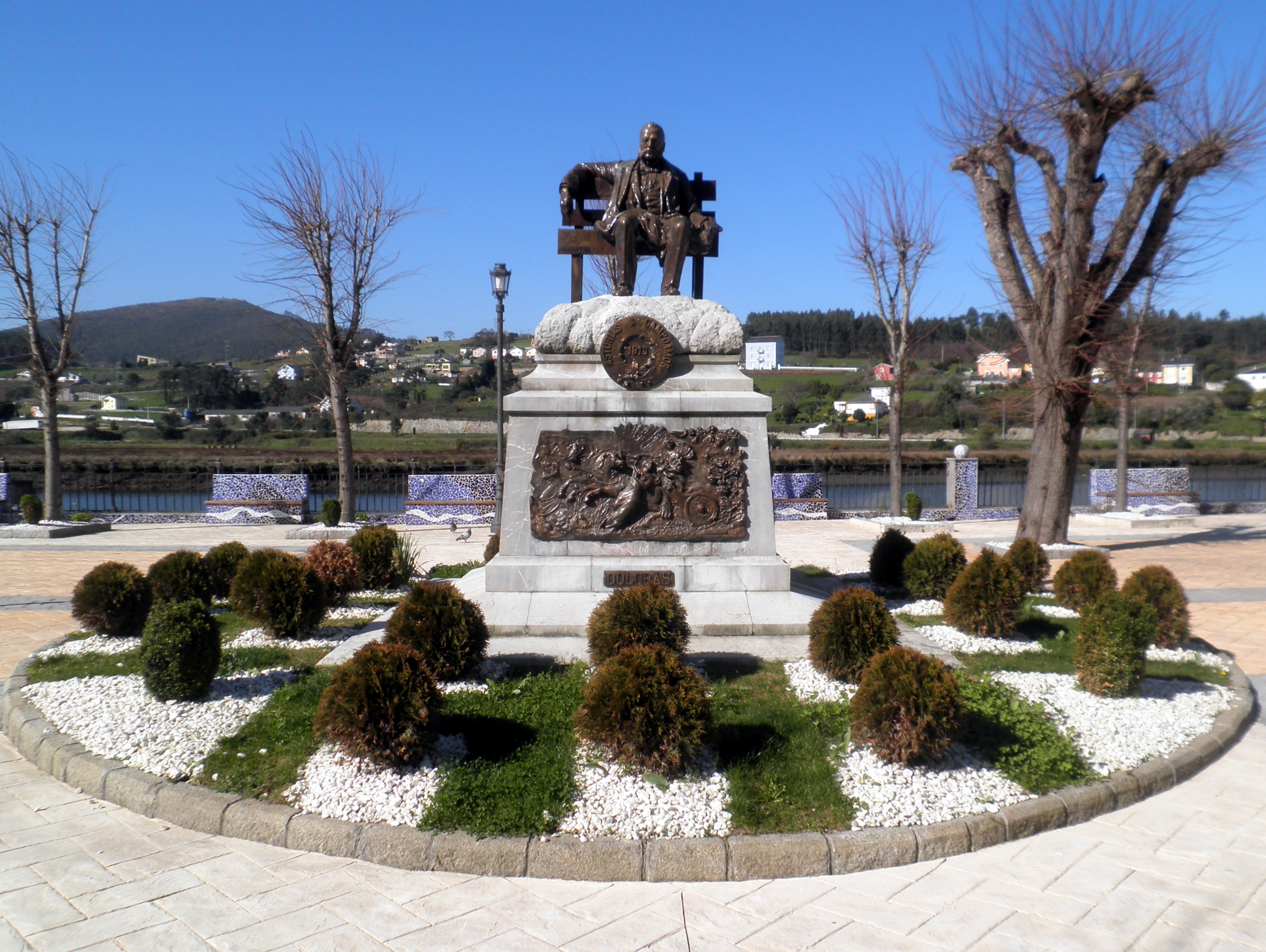
Estatua de Ramón de Campoamor en el parque de Campoamor de Navia.

Al respecto de sus cargos políticos, escribió Ramón María del Valle-Inclán:

Campoamor era franco en sus sátiras aun cuando le afectaran. Romero Robledo, que era un hombre que "hacía" las elecciones desde el ministerio de la Gobernación, consiguió para el gran poeta un acta de diputado, y cuando se le preguntaba por qué distrito era diputado, Campoamor, indefectiblemente, contestaba: "Por Romero Robledo". Era un hombre generoso y espléndido. Basta decir que regaló todas sus obras a los editores porque no conciliaba el arte con el lucro... Y confieso que mi marqués de Bradomín está inspirado en Campoamor, y muchos de sus rasgos no son autobiográficos, como creen algunos, sino que pertenecen al autor de las "Doloras"

Llegó a ser conocido y admirado en España y toda Hispanoamérica, muy a pesar de sus escandalosos ripios —o quizá gracias a ellos—:

Las hijas de las madres que amé tanto
me besan ya como se besa a un santo.

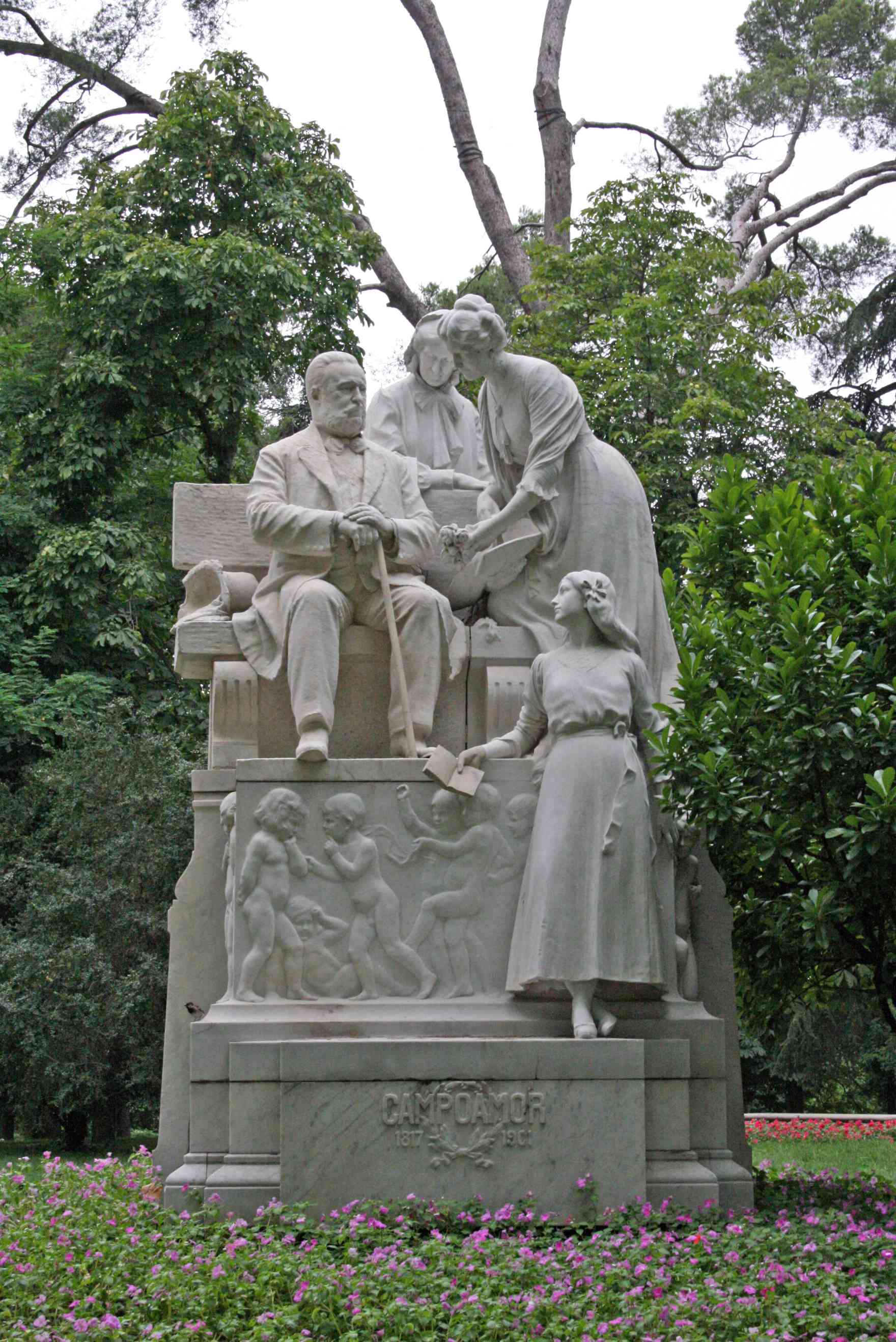
Estatua de Ramón de Campoamor en el Retiro.

Su mujer falleció en 1890, pero le cuidaban sus sobrinos y, cuando lo permitían sus achaques asistía a la tertulia de la librería de Fe, en Madrid. Falleció en esta ciudad el 11 de febrero de 1901 a los 83 años. Sus restos se encuentran en el cementerio de San Justo de Madrid, al lado de los de su esposa, donde en 1909 se terminó el mausoleo construido por el escultor asturiano Cipriano Folgueras. En 1913 se le dedicó otra escultura en su lugar natal, Navia, obra de Aurelio Carretero; y después se le alzó incluso un grupo escultórico en el parque madrileño del Retiro, de Lorenzo Coullaut Valera (1876—1932), en 1914. En vida había rechazado todo premio. Cuando le hablaron de que se había repuesto con éxito una obra dramática suya, ya en sus últimos días, comentó: «No sé cómo les ha gustado a ustedes; después de haber leído a Ibsen, todo parece anticuado e insignificante» Respecto a su vida, el mismo Campoamor dijo:

El mejor retrato mío sería el siguiente: “Leyó por entretenerse; escribió para divertirse, vivió haciendo al prójimo todo el bien que pudo, y se morirá con gusto por olvidar el mal que muchos prójimos le hicieron” [...] Mi biografía es muy sencilla: la de alguno de mis detractores será un poco más complicada, pues en materia de temeridades intelectuales yo me confieso pecador y digo como el filósofo: ¿Hablan mal de mí? Pues si supieran otros defectos que tengo, aún hablarían peor.

Sus Obras completas (Madrid 1901-1903, 8 vols.) fueron preparadas por sus amigos Urbano González Serrano, Vicente Colorado y Mariano Ordóñez. Escribieron biografías suyas Antonio Sánchez Pérez (1889), Emilia Pardo Bazán (1891), Cipriano Rivas Cherif (1921) y Manuel Lombardero (2000).

### El duelo con Topete
En 1863, el nombramiento de Augusto Ulloa y Castañón como ministro de Marina del gobierno de O'Donnell provocó el rechazo de la oficialidad, y Campoamor, furibundo defensor de la monarquía isabelina, escribió entonces un artículo contra los jefes de la Armada, en el que decía: «¿Por qué no queréis al Sr. Ulloa? ¿Por qué no ha cogido una ostra en su vida?» Los marinos, apenas lo leyeron en La Época, nombraron a Juan Bautista Topete, para que desafiase a Campoamor en duelo. Y como este, aunque bondadoso y jovial, nunca rehusaba los lances de armas, aceptó el reto del impetuoso Topete.
Los padrinos de Campoamor fueron el general Reina y el Barón de Villatardi. Los de Topete, los generales de Marina Quesada y Prast. Se concertó el duelo a sable y se verificó en la quinta de Salamanca. Durante el duelo, Campoamor acabó hiriéndole en la frente. Topete, con el rostro ensangrentado, dio un rugido y se lanzó sobre el poeta. Este acudió a la parada, y le hirió una segunda vez en la mano derecha, desarmándolo. Entonces el bravo marino exclamó con rabia:

¡Condenación! ¿Qué dirán mis compañeros?

El general Reina, interponiéndose, le respondió:

Dirán que ha sido usted un valiente; pero con las armas hiere la casualidad.

Campoamor en seguida se acercó a Topete y le dio un abrazo, y desde entonces fueron buenos camaradas.

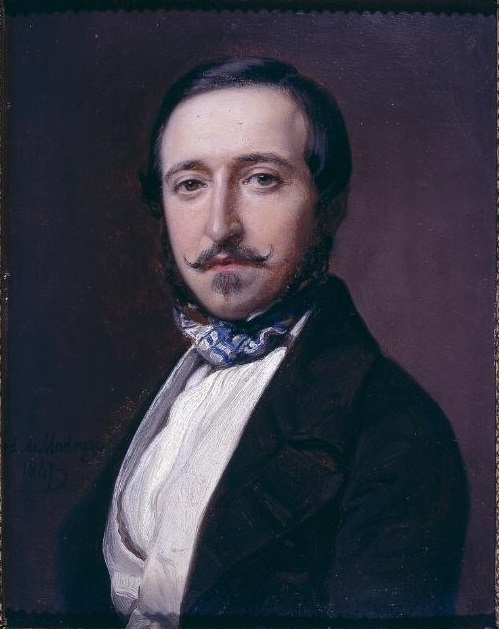
Retratado por Federico Madrazo en 1847, Biblioteca Nacional de España.

## Estilo
La poesía de Ramón de Campoamor es la propia del realismo literario español. Está caracterizada por su prosaísmo, que rehúye conscientemente la belleza de toda idealización. Campoamor era consciente del carácter innovador de su poesía, ya que había proyectado un lenguaje poético que se enfrentase al de los herederos de Manuel José Quintana (heredero a su vez del dialecto poético clásico y al epíteto constante y platonizante de Fernando de Herrera) y al dialecto no menos artificial de los románticos. Anuncia un retorno al lenguaje llano y castizo que disipe la peste del epíteto y sirva de modelo a la prosa vivaz y natural de Juan de Mairena y el verso filosófico de su ortónimo Antonio Machado. Sin embargo, su falta de cuidado formal no ha resistido la prueba del tiempo, por lo que fue detestado por el Modernismo posterior a causa de su nulo esteticismo, y por la Generación del 98 por su carácter burgués y vulgar y su impronta decimonónica. En Poética expresó su concepto de la lírica en general:

La poesía es la representación rítmica de un pensamiento por medio de una imagen, y expresado en un lenguaje que no se puede decir en prosa ni con más naturalidad ni con menos palabras... Sólo el ritmo debe separar al lenguaje del verso del propio de la prosa... Siéndome antipático el arte por el arte y el dialecto especial del clasicismo, ha sido mi constante empeño el de llegar al arte por la idea y el de expresar ésta en el lenguaje común, revolucionando el fondo y la forma de la poesía.

## Obras
- Obras completas (Madrid 1901-1903, 8 vols.)
- Obras poéticas completas, 1949, 1951, 1972.

### Teatro
- Una mujer generosa (1838)
- El castillo de Santa Marina (1838)
- La fineza del querer (1840)
- El hijo de todos (1841)
- Guerra a la guerra (1870).
- El hombre Dios (1871)
- El palacio de las verdades (1871)
- Cuerdos y locos (1873)
- Dies irae (1873)
- El honor (1874)
- Así se escribe la historia (1875)
- Los salvajes (1875)
- Después de la boda (1876)
- Química conyugal (1877)
- Cómo rezan las solteras (1884)
- El amor o la muerte (1884)
- Glorias humanas (1885)
- El confesor confesado
- El anillo de boda

### Poesía
- Ternezas y flores, versos románticos, 1838.
- Poesías, 1840
- Ayes del alma, 1842.
- Fábulas originales, 1842.
- Doloras, 1846.
- Poesías y fábulas, 1847.
- El drama universal, 1853. (Hay edición moderna de 2008).
- Colón 1853.
- El licenciado Torralba, poema en ocho cantos, 1888.
- Los pequeños poemas (1871). Facsímil digital en Biblioteca Digital Hispánica
- Los buenos y los sabios: poema en cinco cantos, 1881.
- Humoradas (1886-1888).
- Don Juan: pequeño poema, 1886.
- Los amores de una santa: poema en cartas, 1886.
- Fábulas completas, 1941.

El tren expreso

### Filosofía
- Filosofía de las leyes (1846)
- El personalismo, apuntes para una filosofía (1855)
- La metafísica limpia, fija y da esplendor al lenguaje (1862)
- Lo absoluto (1865)
- Poética (1883)
- El ideísmo (1883)
- La originalidad y el plagio
- Sócrates
- La Metafísica y la poesía ante la ciencia moderna
- Sobre el panenteísmo.

### Otras obras
- Historia crítica de las Cortes reformadoras, 1837.
- Los manuscritos de mi padre: novela original, 1842.
- Polémicas, 1862.
- Discursos parlamentarios
- Polémicas con la democracia
- Cánovas, 1884.
- «Prólogo» a La Mujer, de Severo Catalina.
- «Prólogo» a las Fábulas de Antonio Campos y Carreras.
- «Prólogo» a Cosas del Mundo.